# Saint-Martin-des-Puits
Saint-Martin-des-Puits è un comune francese di 21 abitanti situato nel dipartimento dell'Aude nella regione dell'Occitania.

## Società

### Evoluzione demografica
Abitanti censiti